# Andreas Stihl

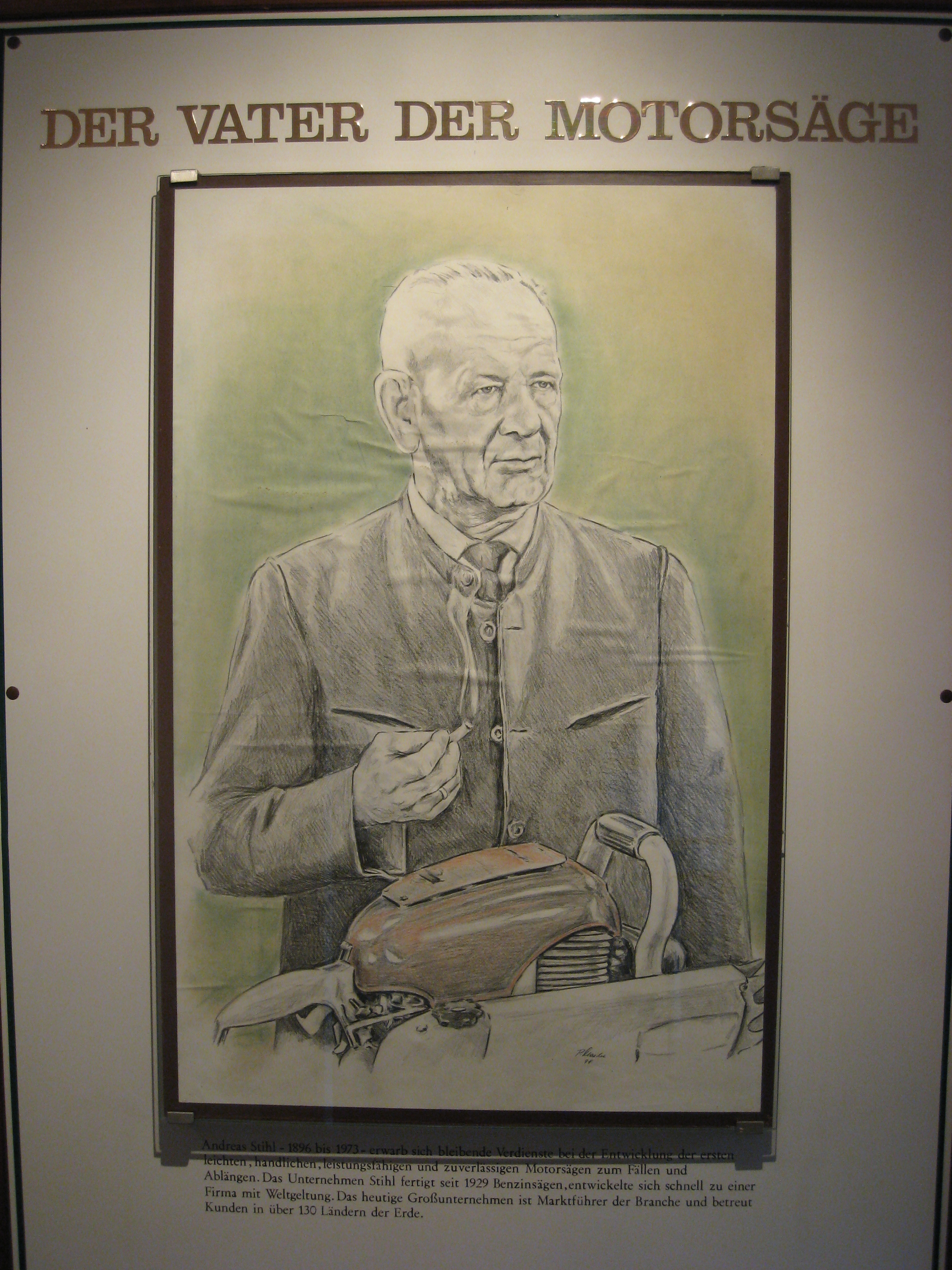
Andreas Stihl, Erfinder der Motorsäge

Andreas Stihl (* 10. November 1896 in Zürich; † 14. Januar 1973 in Rohrbronn, heute zu Remshalden) war ein deutsch-schweizerischer Unternehmer und Erfinder auf dem Gebiet der Kettensägen.

## Leben
Stihl besuchte in Zürich die Volksschule. Danach ging er zu Verwandten nach Deutschland, wo er zunächst die Realschule in Singen am Hohentwiel, später das Gymnasium in Düsseldorf-Oberkassel besuchte. Im Ersten Weltkrieg diente er von 1915 bis 1917 im Deutschen Heer und wurde mehrmals verwundet. Danach studierte er Maschinenbau an der Technischen Lehranstalt in Eisenach, wo er 1920 das Ingenieurexamen bestand. Gemeinsam mit Carl Hohl betrieb er von 1923 bis 1926 ein kleines Ingenieurbüro, das ohne großen Erfolg im Bereich Dampfmaschinen aktiv war.
Im Jahre 1926 gründete Stihl in Stuttgart das A. Stihl Ingenieurbüro, das er bis zu seinem Tod leitete. Am Anfang entwarf und konstruierte er Niederdruckdampfkessel. Aber schon 1926 erfand er die erste Elektrokettensäge der Welt, und drei Jahre später baute er seine erste benzinbetriebene Kettensäge. In den 1930er Jahren gelang ihm mit den Kettensägen der Durchbruch mit großen Exportzahlen. 
Stihl trat 1933 in die NSDAP und 1935 in die Allgemeine SS ein (SS-Nummer 109.964). Das Entnazifizierungsverfahren wurde von der Spruchkammer Waiblingen durchgeführt; er wurde als Mitläufer eingestuft.
Bis 1949 konnte er mit rund 200 Mitarbeitern einen Gewinn von (auf heute umgerechnet) 3,4 Millionen Euro erzielen.
Andreas Stihl hatte vier Kinder mit seiner ersten Ehefrau – darunter Eva Mayr-Stihl und Hans Peter Stihl, die nach dem Tod des Vaters die Firmenleitung übernahmen und bis 2002 im Vorstand blieben.